# Erevan (périodique)
Pour les articles homonymes, voir Erevan (homonymie).
Erevan (ou Erivan, arménien : Երեւան) est une revue politique et littéraire communiste bi-hebdomadaire en langue arménienne fondée en 1925 à Paris et publiée jusqu'en 1930.

## Historique
Erevan est fondée en 1925 et est dirigée par l'autrice Zabel Essayan,. Dans le premier numéro, elle se désole du fait que la littérature des Arméniens occidentaux soit sur le déclin.
Au même titre que d'autres périodiques communistes dont Hay Panvor (1924), Verelk (1926-1927) ou encore Mer Oughine (1931-1932), Erevan est en partie financée par la section française du Comité de secours pour l'Arménie (HOG).
Dans Erevan, on peut lire des articles à propos de la littérature arménienne soviétique et française d'avant-garde, à propos des tendances qui traversent la classe ouvrière arménienne de diaspora, des articles politiques, etc.
Parmi les contributeurs à la revue, on peut citer, outre Zabel Essayan elle-même, Zareh Vorpouni, Yeghia Tchoubar, Kr. Mehrabian ou T. Simonian.
Après sa disparition de la revue en 1930, le fondateur de la section française du HOG, Kourken Tahmazian, effectue début 1931 un séjour de quatre mois en Arménie soviétique, au cours duquel il obtient les moyens de financer Mer Oughine, destiné à remplacer Erevan.